# Eternal white
「eternal white」（エターナル・ホワイト）は、MAXの24枚目のシングルである。2002年11月20日発売。

## 概要
- 新メンバーAki加入第1弾シングル。
- シングルとしてはMAXにとって初のCCCDでの発売となる。
- 当初は別曲で7月に発売される予定で振り付けまで完成していたが、MINAの産休のため発売が延期され、楽曲も「eternal white」へ変更された。
- ウィンターソングでありながらラテンナンバーである。
- 「Jewel of Jewels」へ収録の際、冒頭の「Love is…」にエコーが追加された(バージョン違いの表記は無い)。「MAXIMUM PERFECT BEST」収録の際はシングル版と同様のものが採用された。

## 収録曲
1. eternal white
作詞：鳥海雄介 / ラップ詞：Nana / 作曲・編曲：上野圭市
2. Another Truth
作詞：MIZUE / 作曲：渡辺未来 / 編曲：家原正樹
3. eternal white (Instrumental)
4. Another Truth (Instrumental)

## タイアップ
- TBS系TV「日立 世界・ふしぎ発見!」エンディング・テーマ（2002年11月16日 - 2003年1月18日）

| スタブアイコン | サブスタブ | この項目は、まだ閲覧者の調べものの参照としては役立たない、シングルに関連した書きかけの項目です。この項目を加筆・訂正などしてくださる協力者を求めています（P:音楽/PJ:楽曲）。 |